# Lissoblemma viridifusa
Lissoblemma viridifusa är en fjärilsart som beskrevs av W. Warren 1902. Lissoblemma viridifusa ingår i släktet Lissoblemma och familjen mätare. Inga underarter finns listade i Catalogue of Life.